# Baskerlandet Rundt 2011
Baskerlandet Rundt 2011 var den 51. udgave af cykelløbet Baskerlandet Rundt som gik over 6 etaper, fra den 4. april til 9 april. 

## Hold
20 hold deltog med 8 ryttere på hvert hold. 
| - Ag2r-La Mondiale - Astana - BMC Racing Team - Caja Rural - Euskaltel-Euskadi - Garmin-Cervélo - Geox-TMC |  | - HTC-Highroad - Lampre-ISD - Leopard Trek - Liquigas-Cannondale - Omega Pharma-Lotto - Quick Step - Rabobank |  | - Hold Kausha - Movistar Team - Team RadioShack - Saxo Bank-SunGard - Team Sky - Vacansoleil-DCM |

## Etaper

### 1 etape
4. april 2011 – Zumarraga – Zumarraga, 151.2km
|    | Rytter                   | Hold              | Tid        |
| -- | ------------------------ | ----------------- | ---------- |
| 1  | Joaquim Rodríguez (ESP)  | Hold Kausha       | 4h 02' 42" |
| 2  | Samuel Sánchez (ESP)     | Euskaltel-Euskadi |            |
| 3  | Andreas Klöden (GER)     | Team RadioShack   |            |
| 4  | Chris Horner (USA)       | Team RadioShack   |            |
| 5  | Ryder Hesjedal (CAN)     | Garmin-Cervélo    | + 6"       |
| 6  | Damiano Cunego (ITA)     | Lampre-ISD        | + 6"       |
| 7  | David López García (ESP) | Movistar Team     | + 6"       |
| 8  | Robert Gesink (NED)      | Rabobank          | + 6"       |
| 9  | Danilo Di Luca (ITA)     | Hold Kausha       | + 6"       |
| 10 | Xavier Tondó (ESP)       | Movistar Team     | + 6"       |

Sammenlagt efter etape 1
|   | Rytter                  | Hold              | Tid        |
| - | ----------------------- | ----------------- | ---------- |
| 1 | Joaquim Rodríguez (ESP) | Hold Kausha       | 4h 02' 42" |
| 2 | Samuel Sánchez (ESP)    | Euskaltel-Euskadi |            |
| 3 | Andreas Klöden (GER)    | Team RadioShack   |            |

### 2 etape
5. april – Zumarraga til Lekunberri, 163km
|    | Rytter                      | Hold               | Tid        |
| -- | --------------------------- | ------------------ | ---------- |
| 1  | Vasil Kiryienka (BLR)       | Movistar Team      | 4h 06' 39" |
| 2  | Andreas Klöden (GER)        | Team RadioShack    |            |
| 3  | Andy Schleck (LUX)          | Leopard Trek       |            |
| 4  | Chris Anker Sørensen (DEN)  | Saxo Bank-SunGard  |            |
| 5  | Chris Horner (USA)          | Team RadioShack    |            |
| 6  | Jurgen Van Den Broeck (BEL) | Omega Pharma-Lotto |            |
| 7  | Ryder Hesjedal (CAN)        | Garmin-Cervélo     |            |
| 8  | Fränk Schleck (LUX)         | Leopard Trek       |            |
| 9  | Fabio Duarte (COL)          | Geox-TMC           |            |
| 10 | Joaquim Rodríguez (ESP)     | Hold Kausha        |            |

Sammenlagt efter 2 etape
|   | Rytter                  | Hold              | Tid        |
| - | ----------------------- | ----------------- | ---------- |
| 1 | Andreas Klöden (GER)    | Team RadioShack   | 8h 09' 23" |
| 2 | Joaquim Rodríguez (ESP) | Hold Kausha       |            |
| 3 | Samuel Sánchez (ESP)    | Euskaltel-Euskadi |            |

### 3 etape
6. april 2011 – Villatuerta til Zuia, 180km
|    | Rytter                     | Hold                | Tid        |
| -- | -------------------------- | ------------------- | ---------- |
| 1  | Alexander Vinokourov (KAZ) | Astana              | 4h 20' 38" |
| 2  | Óscar Freire (ESP)         | Rabobank            |            |
| 3  | Paul Martens (GER)         | Rabobank            |            |
| 4  | Pim Ligthart (NED)         | Vacansoleil-DCM     |            |
| 5  | Mickaël Cherel (FRA)       | Ag2r-La Mondiale    |            |
| 6  | Egoitz García (ESP)        | Caja Rural          |            |
| 7  | Francesco Gavazzi (ITA)    | Lampre-ISD          |            |
| 8  | Chris Horner (USA)         | Team RadioShack     |            |
| 9  | Damiano Caruso (ITA)       | Liquigas-Cannondale |            |
| 10 | Joaquim Rodríguez (ESP)    | Hold Kausha         |            |

### 4 etape
7. april 2011 – Amurrio til Eibar, 179km
|    | Rytter                     | Hold              | Tid        |
| -- | -------------------------- | ----------------- | ---------- |
| 1  | Samuel Sánchez (ESP)       | Euskaltel-Euskadi | 4h 42' 34" |
| 2  | Andreas Klöden (GER)       | Team RadioShack   | s.t.       |
| 3  | Alexander Vinokourov (KAZ) | Astana Pro Team   | s.t.       |
| 4  | Joaquim Rodríguez (ESP)    | Team Katusha      | s.t.       |
| 5  | Ryder Hesjedal (CAN)       | Garmin-Cervélo    | s.t.       |
| 6  | Xavier Tondó (ESP)         | Movistar Team     | s.t.       |
| 7  | Chris Horner (USA)         | Team RadioShack   | s.t.       |
| 8  | Robert Gesink (NED)        | Rabobank          | s.t.       |
| 9  | Beñat Intxausti (ESP)      | Movistar Team     | s.t.       |
| 10 | David López García (ESP)   | Movistar Team     | s.t.       |

|    | Rytter                     | Hold              | Tid         |
| -- | -------------------------- | ----------------- | ----------- |
| 1  | Joaquim Rodríguez (ESP)    | Team Katusha      | 17h 12' 43" |
| 2  | Andreas Klöden (GER)       | Team RadioShack   | + 0"        |
| 3  | Samuel Sánchez (ESP)       | Euskaltel-Euskadi | + 0"        |
| 4  | Chris Horner (USA)         | Team RadioShack   | + 1"        |
| 5  | Ryder Hesjedal (CAN)       | Garmin-Cervélo    | + 6"        |
| 6  | Xavier Tondó (ESP)         | Movistar Team     | + 6"        |
| 7  | Robert Gesink (NED)        | Rabobank          | + 6"        |
| 8  | David López García (ESP)   | Movistar Team     | + 6"        |
| 9  | Beñat Intxausti (ESP)      | Movistar Team     | + 9"        |
| 10 | Alexander Vinokourov (KAZ) | Astana Pro Team   | + 10"       |

### 5 etape
8. april 2011 – Eibar til Zalla, 177km
|    | Rytter                   | Hold                | Tid        |
| -- | ------------------------ | ------------------- | ---------- |
| 1  | Francesco Gavazzi (ITA)  | Lampre-ISD          | 4h 27' 03" |
| 2  | Kristof Vandewalle (BEL) | Quick Step          | s.t.       |
| 3  | John Gadret (FRA)        | Ag2r-La Mondiale    | s.t.       |
| 4  | Pim Ligthart (NED)       | Vacansoleil-DCM     | s.t.       |
| 5  | Egoitz García (ESP)      | Caja Rural          | s.t.       |
| 6  | Vasil Kiryienka (BLR)    | Movistar Team       | s.t.       |
| 7  | Ryder Hesjedal (CAN)     | Garmin-Cervélo      | s.t.       |
| 8  | Damiano Caruso (ITA)     | Liquigas-Cannondale | s.t.       |
| 9  | Chris Horner (USA)       | Team RadioShack     | s.t.       |
| 10 | Samuel Sánchez (ESP)     | Euskaltel-Euskadi   | s.t.       |

|    | Rytter                     | Hold              | Tid         |
| -- | -------------------------- | ----------------- | ----------- |
| 1  | Joaquim Rodríguez (ESP)    | Team Katusha      | 21h 39' 46" |
| 2  | Andreas Klöden (GER)       | Team RadioShack   | + 0"        |
| 3  | Samuel Sánchez (ESP)       | Euskaltel-Euskadi | + 0"        |
| 4  | Chris Horner (USA)         | Team RadioShack   | + 1"        |
| 5  | Ryder Hesjedal (CAN)       | Garmin-Cervélo    | + 6"        |
| 6  | Xavier Tondó (ESP)         | Movistar Team     | + 6"        |
| 7  | David López García (ESP)   | Movistar Team     | + 6"        |
| 8  | Robert Gesink (NED)        | Rabobank          | + 6"        |
| 9  | Beñat Intxausti (ESP)      | Movistar Team     | + 9"        |
| 10 | Alexander Vinokourov (KAZ) | Astana Pro Team   | + 10"       |

### 6 etape
9. april 2011 – Zalla, 24km, tempo
|    | Rytter                | Hold              | Tid      |
| -- | --------------------- | ----------------- | -------- |
| 1  | Tony Martin (GER)     | HTC-Highroad      | 32' 16"  |
| 2  | Andreas Klöden (GER)  | Team RadioShack   | + 9"     |
| 3  | Marco Pinotti (ITA)   | HTC-Highroad      | + 24"    |
| 4  | Jakob Fuglsang (DEN)  | Team Leopard-Trek | + 29"    |
| 5  | Andrew Talansky (USA) | Garmin-Cervélo    | + 42"    |
| 6  | Maxime Monfort (BEL)  | Team Leopard-Trek | + 48"    |
| 7  | Robert Gesink (NED)   | Rabobank          | + 50"    |
| 8  | Richie Porte (AUS)    | Saxo Bank-SunGard | + 53"    |
| 9  | Chris Horner (USA)    | Team RadioShack   | + 55"    |
| 10 | Vasil Kiryienka (BLR) | Movistar Team     | + 1' 00" |

|    | Rytter                     | Hold              | Tid         |
| -- | -------------------------- | ----------------- | ----------- |
| 1  | Andreas Klöden (GER)       | Team RadioShack   | 22h 12' 11" |
| 2  | Chris Horner (USA)         | Team RadioShack   | + 47"       |
| 3  | Robert Gesink (NED)        | Rabobank          | + 47"       |
| 4  | Beñat Intxausti (ESP)      | Movistar Team     | + 1' 03"    |
| 5  | Xavier Tondó (ESP)         | Movistar Team     | + 1' 03"    |
| 6  | Samuel Sánchez (ESP)       | Euskaltel-Euskadi | + 1' 08"    |
| 7  | David López García (ESP)   | Movistar Team     | + 1' 28"    |
| 8  | Alexander Vinokourov (KAZ) | Astana Pro Team   | + 1' 31"    |
| 9  | Ryder Hesjedal (CAN)       | Garmin-Cervélo    | + 1' 49"    |
| 10 | Vasil Kiryienka (BLR)      | Movistar Team     | + 1' 54"    |